# برايان كريستيان
برايان كريستيان (بالإنجليزية: Brian Christian)‏ هو شاعر أمريكي، ولد في 1984 في ويلمنغتون في الولايات المتحدة.

## وصلات خارجية
- الموقع الرسمي